# Europäische Konservative und Reformer
Die Fraktion der Europäischen Konservativen und Reformer (EKR, bis Ende 2014 Fraktion Europäische Konservative und Reformisten) ist eine 2009 gegründete (national-)konservative und EU-kritische, in Teilen rechtspopulistische Fraktion im Europäischen Parlament. Mit insgesamt 80 Europaabgeordneten aus 18 Ländern ist sie Stand 25. März 2025 die viertgrößte der acht Parlamentsfraktionen. Die größten Parteien der Fraktion sind die polnische Recht und Gerechtigkeit (PiS) und die italienische Fratelli d’Italia. Bis 2020 war daneben die britische Conservative Party vertreten. Aus Deutschland und Österreich sind aktuell keine Abgeordneten in der Fraktion vertreten.
Getragen wird die Fraktion von der europäischen politischen Partei Partei Europäische Konservative und Reformer (EKR-Partei). Daneben sind auch Mitglieder der Europäischen Christlichen Politischen Bewegung (ECPM) und der Nieuw-Vlaamse Alliantie – Mitglied der Europäischen Freien Allianz (EFA) – sowie Abgeordnete ohne Partei auf europäischer Ebene in der Fraktion vertreten.

## Geschichte

### Gründung
| 2009    | 55/736 |
| 2014    | 57/766 |
|         |        |
| 2014    | 70/751 |
| 2019    | 77/751 |
|         |        |
| 2019    | 62/751 |
| 2024    | 69/705 |
|         |        |
| 2024    | 78/720 |
| aktuell | 80/720 |

Die Fraktion der Europäischen Konservativen und Reformer (EKR) wurde am 22. Juni 2009 nach der Europawahl 2009 gegründet. Ein Großteil ihrer Mitglieder gehörte zuvor der Gruppe Europäische Demokraten in der christdemokratisch-konservativen Fraktion EVP-ED an: Die britische Conservative Party, die nordirische UUP, die tschechische ODS und die ungarische MDF (Mitglied der EVP). Dazu kamen Parteien, die zuvor anderen Fraktionen angehört hatten: die polnische PiS und die lettische TB/LNNK waren Mitglieder der nationalkonservativen Fraktion UEN und die niederländische CU gehörte der EU-kritischen Fraktion Ind/Dem an. Dazu kamen die neu ins Parlament eingetretenen Parteien LDD und LLRA.
Bereits 2006 hatte der Parteichef der britischen Konservativen, David Cameron, seinen Entschluss angekündigt, die Partei nach der Europawahl 2009 aus der EVP-ED-Fraktion austreten zu lassen. Hierzu gründete er zunächst mit der ODS die Bewegung für Europäische Reform, die nach den ursprünglichen Plänen zu einer eigenen europäischen Partei führen sollte. Da dieses Projekt an der fehlenden Zahl von Mitgliedsparteien scheiterte, begannen ab Anfang 2009 Verhandlungen mit UEN-Mitgliedern, die schließlich kurz vor der Europawahl zur öffentlichen Ankündigung der Gründung einer neuen Fraktion durch Conservatives, ODS und PiS führten. Diesem Plan schlossen sich weitere Mitglieder der UEN sowie einige Abgeordnete der Ind/Dem-Fraktion an, sodass die EKR-Gruppe die Bedingungen für die Gründung einer Fraktion im Europaparlament erfüllte. Umgekehrt bildete sich aus den verbliebenen Mitgliedern der Ind/Dem-Fraktion und der UEN sowie neu ins Parlament gewählten Parteien die neue Fraktion Europa der Freiheit und Demokratie (EFD).

### 7. Legislaturperiode (2009–2014)
Nach der Gründung der Fraktion schlossen sich die meisten ihrer Mitgliedsparteien der neuen europäischen Partei Allianz der Europäischen Konservativen und Reformisten (inzwischen Allianz der Konservativen und Reformer in Europa, ACRE) an. Bei der konstituierenden Sitzung des neu gewählten Parlaments am 14. Juli 2009 kam es zu einem Eklat, als der britische EKR-Abgeordnete Edward McMillan-Scott als Kandidat für das Amt eines Parlaments-Vizepräsidenten antrat, obwohl die EKR nicht ihn, sondern den Polen Michał Kamiński vorgeschlagen hatte. Durch die Unterstützung der anderen Fraktionen wurde McMillan-Scott zum Vizepräsidenten des Parlaments gewählt, während Kamiński scheiterte. Unmittelbar darauf wurde McMillan-Scott aus der Fraktion und der Konservativen Partei ausgeschlossen. Er schloss sich schließlich der ALDE an. Kamiński wurde stattdessen zum Fraktionsvorsitzenden der EKR gewählt; Timothy Kirkhope, der ursprünglich von der Fraktion für dieses Amt vorgesehen war, verzichtete darauf.
Ende 2010 waren Kamiński und drei weitere PiS-Abgeordnete an der Gründung der neuen polnischen Partei Polska jest Najważniejsza (Polen ist das Wichtigste) beteiligt, die sich eine gemäßigter konservative Ausrichtung als die PiS gab. Dennoch blieben sie Mitglieder der Fraktion EKR. Kamiński behielt zunächst auch sein Amt als Fraktionsvorsitzender; erst Anfang 2011 kündigte er seinen Rücktritt an, um die „innerpolnischen“ Auseinandersetzungen nicht ins Europäische Parlament zu tragen. Sein Nachfolger wurde am 9. März 2011 der Tscheche Jan Zahradil.
Am 8. März trat zudem die dänische Abgeordnete Anna Rosbach neu der EKR-Fraktion bei, nachdem sie aus ihrer Partei, der Dansk Folkeparti, die der EFD-Fraktion angehört, ausgetreten war. Ebenfalls aus der EFD-Fraktion trat am 24. Mai 2011 David Campbell Bannerman über, der zudem aus der UK Independence Party (UKIP) aus- und in die Conservative Party eintrat. Durch das Inkrafttreten des Lissabon-Vertrags erhöhte sich die Zahl der Conservative-MdEPs um einen. Am 26. Dezember wechselten drei Mitglieder der PiS-Abspaltung Solidarna Polska von der EKR zur EFD.
Im März 2012 trat Roger Helmer von den Conservatives zur UKIP und damit ebenfalls zur EFD über. Im Oktober 2012 trat Cristiana Muscardini (Futuro e Libertà per l’Italia) von der EVP-Fraktion zur EKR über. Im Januar 2014 trat Artur Zsada von der EVP-Fraktion über und wie drei weitere EKR-Mitglieder der neugegründeten Partei Polska Razem Jarosława Gowina bei.

### 8. Legislaturperiode (2014–2019)
Bei der Europawahl 2014 verloren sowohl die Conservatives als auch die ODS Sitze, während die PiS Sitze hinzugewinnen konnte. Insgesamt verlor die EKR-Fraktion damit 11 Sitze. Durch die Aufnahme der Mitglieder der Dansk Folkeparti, der Partei Die Finnen, der unabhängigen Griechen, der Alternative für Deutschland (AfD) und der Familien-Partei Deutschlands sowie der slowakischen Parteien OLaNO und NOVA vergrößerte sich die Fraktion auf 70 Mitglieder aus 15 Ländern. Die Fraktion der EKR ist damit in der 8. Legislaturperiode die drittstärkste Kraft im EU-Parlament geworden. Die Aufnahme der AfD war umstritten. Der britische Premierminister David Cameron lehnte eine Mitgliedschaft der AfD aus Rücksicht auf die deutsche Bundeskanzlerin Merkel ab.
Im Verlauf der Wahlperiode vergrößerte sich die Fraktion. Bereits im Oktober 2014 wechselte Richard Sulík von der Fraktion der ALDE zur Fraktion der EKR. Im Januar 2015 wurde der für die UKIP gewählte Amjad Bashir (zuvor EFDD-Fraktion) in die Fraktion der EKR und die Conservatives aufgenommen. Im Sommer 2015 wechselten zwei für die Forza Italia gewählte Abgeordnete von der Fraktion der EVP zur Fraktion der EKR und gründeten später die Partei Conservatori e Riformisti (heute Direzione Italia). Im Oktober 2015 kam die Rumänin Monica Macovei hinzu, zuvor ebenfalls EVP. Schließlich wurde am 8. März 2016 Eleni Theocharous in die Fraktion aufgenommen; sie wurde für die zypriotische DISY gewählt und war bis dahin ebenfalls EVP-Fraktionsmitglied.
Fünf der sieben AfD-Mitglieder waren zwischenzeitlich zur neu gegründeten Allianz für Fortschritt und Aufbruch (ALFA, inzwischen Liberal-Konservative Reformer) gewechselt, die in die Allianz der Europäischen Konservativen und Reformer (AECR, heute Allianz der Konservativen und Reformer in Europa) aufgenommen wurde. Am 8. März 2016 forderte die Fraktionsführung die beiden verbliebenen AfD-Mitglieder – Beatrix von Storch und Marcus Pretzell – auf, die Fraktion bis zum 31. März zu verlassen, nachdem Storch umstrittene Äußerungen zum Schusswaffengebrauch an der Grenze gemacht hatte und die AfD Kontakte zur FPÖ (ENF-Fraktion) aufgenommen hatte. Storch trat am 8. April 2016 aus und wechselte zur EFDD-Fraktion. Pretzell wurde am 12. April 2016, durch Beschlussfassung in geheimer Abstimmung, mit 45 zu 13 Stimmen ausgeschlossen. Er schloss sich Anfang Mai 2016 der Fraktion Europa der Nationen und der Freiheit an.
Im Februar 2018 verließ die Dänin Rikke Karlsson die Fraktion. Sie war bereits im Oktober 2015 aus der Dänischen Volkspartei (DF) ausgetreten. Hintergrund waren die finanziellen Unregelmäßigkeiten der europäischen Partei MELD. Kurz darauf traten zwei Mitglieder der britischen Konservativen, Richard Ashworth und Julie Girling, zur EVP-Fraktion über wegen des Brexit-Kurses der britischen Regierung und der EKR-Fraktion.
Zum 3. April 2018 trat Laurențiu Rebega der Fraktion bei. Der für die rumänische Partidul Conservator gewählte Abgeordnete saß ursprünglich in der sozialdemokratischen S&D-Fraktion, bevor er im Juli 2015 zur rechtspopulistischen ENF-Fraktion gewechselt war. Am 13. April verließ Kazimierz Michał Ujazdowski die EKR. Ujazdowski war ursprünglich Mitglied der PiS, trat jedoch Anfang 2017 aus der Partei aus. Er trat bei der Wahl zum Stadtpräsidenten in Breslau gegen einen PiS-Kandidaten an und wurde dabei von der konkurrierenden PO unterstützt.
Am 3. Juli 2018 wurden gegen den Widerstand einiger britischer Konservativer die beiden Abgeordneten der rechtspopulistischen Schwedendemokraten in die EKR aufgenommen. Die Schwedendemokraten waren zuvor Mitglied der EFDD-Fraktion. Ende November 2018 erklärte Stefano Maullu (Forza Italia) seinen Übertritt von der EVP-Fraktion zur EKR sowie seinen Beitritt zur Partei Fratelli d’Italia. Im Januar 2019 folgte ihm Innocenzo Leontini. Am 27. März 2019 trat Jacek Saryusz-Wolski der EKR-Fraktion bei. Er war am 22. März 2017 nach seinem Ausschluss aus der polnischen PO aus der EVP-Fraktion ausgetreten und verblieb zwei Jahre fraktionslos. Bei der Europawahl 2019 kandidiert er für die PiS.
Zum Ende der Wahlperiode bestand die Fraktion aus 77 Abgeordneten aus 19 Ländern.

### 9. Legislaturperiode (2019–2024)
Bei der Europawahl 2019 verloren die Parteien der EKR 14 Sitze, wobei alleine die britischen Konservativen 14 Mandate verloren. Dagegen konnte die polnische PiS sieben Abgeordnete hinzugewinnen und festigte mit 26 Mandaten ihre Stellung als stärkste Landesgruppe der EKR. Verluste ergaben sich auch durch das Ausscheiden der deutschen Abgeordneten, von denen vier Parteilose nicht mehr antraten und zwei ihre Mandate nicht verteidigen konnten. Bereits vor der Wahl hatten die Dänische Volkspartei und die Wahren Finnen (PS) angekündigt, zur neuen Fraktion Identität und Demokratie zu wechseln. Nach der Wahl nahm die Fraktion das niederländische Forum voor Democratie (FvD), die spanische Vox, die deutsche Familienpartei und die griechische Partei Elliniki Lysi auf. Wegen der Aufnahme der FvD-Abgeordneten verließ die ChristenUnie (ECPM) die Fraktion.
Die Fraktion bekam erstmals eine Doppelspitze aus Ryszard Legutko (PiS) und Raffaele Fitto (FdI). Stellvertretende Vorsitzende sind Derk Jan Eppink, Daniel Hannan, Assita Kanko, Peter Lundgren, Hermann Tertsch del Valle-Lersundi und Roberts Zīle. Gemeinsame Schatzmeister sind Angel Dschambaski und Kosma Złotowski.
Im Januar 2020 entfielen die Sitze der britischen Konservativen durch den EU-Austritt des Vereinigten Königreichs.
Im April 2023 kehrten die Abgeordneten der Partei Die Finnen (PS) in die EKR-Fraktion zurück. Hintergrund war das ambivalente Verhältnis der ID-Mitglieder zum russischen Machthaber Wladimir Putin, während die EKR der russischen Führung eindeutig kritisch gegenübersteht.

### 10. Legislaturperiode (2024–2029)
Bei der Europawahl 2024 konnten die Parteien der Fraktion bzw. der EKR-Partei sieben Mandate hinzugewinnen. Zur Konstituierung am 3. Juli 2024 teilte die Fraktion mit, dass ihr in der neuen Wahlperiode 84 Abgeordnete angehören. Nicola Procaccini (FdI) und Joachim Stanisław Brudziński (PiS) wurde zu Ko-Vorsitzenden gewählt. Die Fraktionsmitglieder wählten Assita Kanko (N-VA), Hermann Tertsch (Vox), Alexandr Vondra (ODS) und Charlie Weimers (Sverigedemokraterna) als stellvertretende Vorsitzende, Denis Nesci (FdI) und Kosma Złotowski (PiS) zu Ko-Schatzmeistern. Vox verließ zwei Tage später die Fraktion und schloss sich der Fraktion Patrioten für Europa an.

## Mitgliedsparteien seit 2009
Die folgende Tabelle enthält die Parteien der Abgeordneten der Fraktion in den drei Legislaturperiode seit 2009, die Anzahl der Abgeordneten pro Partei zu Beginn und Ende der Wahlperiode und die vorherige bzw. nachfolgende Fraktion der Partei.
| Land                   | Nationale Partei                            | 2004–09 | 2009–14 | 2009–14 | 2014–19 | 2014–19 | 2019–24 | 2019–24 | 2024–29     | 2024–29 |
| Land                   | Nationale Partei                            | 2004–09 | 2009    | 2014    | 2014    | 2019    | 2019    | 2024    | 2024        | aktuell |
| ---------------------- | ------------------------------------------- | ------- | ------- | ------- | ------- | ------- | ------- | ------- | ----------- | ------- |
| Belgien                | Libertair, Direct, Democratisch             | –       | 1       | 1       | –       | –       | –       | –       | –           | –       |
| Belgien                | Nieuw-Vlaamse Alliantie                     | –       | G/EFA   | G/EFA   | 4       | 4       | 3       | 3       | 3           | 3       |
| Bulgarien              | Bulgarien ohne Zensur                       | –       | –       | –       | 1       | 1       | –       | –       | –           | –       |
| Bulgarien              | IMRO – Bulgarische Nationale Bewegung       | –       | –       | –       | 1       | 1       | 2       | 2       | –           | –       |
| Bulgarien              | Ima takaw narod                             | –       | –       | –       | –       | –       | –       | –       | 1           | 1       |
| Dänemark               | Fokus                                       | –       | –       | 1       | –       | –       | –       | –       | –           | –       |
| Dänemark               | Dansk Folkeparti                            | UEN     | EFD     | EFD     | 4       | 3       | ID      | ID      | PfE         | PfE     |
| Dänemark               | Danmarksdemokraterne                        | –       | –       | –       | –       | –       | –       | –       | 1           | 1       |
| Deutschland            | Alternative für Deutschland                 | –       | –       | –       | 7       | EFDD    | ID      | ID      | ESN         | ESN     |
| Deutschland            | Liberal-Konservative Reformer               | –       | –       | –       | –       | 1       | –       | –       | –           | –       |
| Deutschland            | Familien-Partei                             | –       | –       | –       | 1       | –       | 1       | EVP     | EVP         | EVP     |
| Deutschland            | Bündnis Deutschland                         | –       | –       | –       | –       | –       | –       | 1       | –           | –       |
| Deutschland            | Bündnis C                                   | –       | –       | –       | –       | 1       | –       | –       | –           | –       |
| Estland                | Parteiloser                                 | –       | –       | –       | –       | –       | –       | –       | 1           | 1       |
| Finnland               | Perussuomalaiset                            | –       | EFD     | EFD     | 2       | 2       | ID      | 2       | 1           | 1       |
| Frankreich             | Reconquéte                                  | –       | –       | –       | –       | –       | –       | 1       | (4)/ESN (a) | –       |
| Frankreich             | Identité-Libertés                           | –       | –       | –       | –       | –       | –       | –       | –           | 4       |
| Griechenland           | ANEL/Parteiloser                            | –       | –       | –       | 1       | 1       | –       | –       | –           | –       |
| Griechenland           | Elliniki Lysi                               | –       | –       | –       | –       | –       | 1       | 1       | 2           | 2       |
| Irland                 | Parteiloser                                 | –       | –       | –       | 1       | 1       | 1       | –       | –           | –       |
| Italien                | Conservatori e Riformisti/Direzione Italia  | –       | –       | 2       | –       | 2       | 1       | –       | –           | –       |
| Italien                | Fratelli d’Italia                           | –       | –       | –       | –       | 3       | 4       | 10      | 24          | 24      |
| Kroatien               | HSP-AS/Hrast                                | –       | –       | 1       | 1       | 1       | –       | –       | –           | –       |
| Kroatien               | Hrvatska konzervativna stranka              | –       | –       | –       | –       | –       | 1       | –       | –           | –       |
| Kroatien               | Hrvatski suverenisti                        | –       | –       | –       | –       | –       | –       | 1       | –           | –       |
| Kroatien               | Domovinski pokret                           | –       | –       | –       | –       | –       | –       | –       | 1           | –       |
| Kroatien               | Dom i Nacionalno Okupljanje                 | –       | –       | –       | –       | –       | –       | –       | –           | 1       |
| Lettland               | Tēvzemei un Brīvībai/Nacionālā apvienība    | UEN     | 1       | 1       | 1       | 1       | 2       | 1       | 2           | 2       |
| Lettland               | Apvienotais saraksts                        | –       | –       | –       | –       | –       | –       | –       | 1           | 1       |
| Litauen                | Lietuvos lenkų rinkimų akcija               | –       | 1       | 1       | 1       | 1       | 1       | 1       | 1           | 1       |
| Litauen                | Lietuvos valstiečių ir žaliųjų sąjunga      | G-EFA   | –       | –       | G-EFA   | G-EFA   | G-EFA   | G-EFA   | 1           | 1       |
| Luxemburg              | Alternativ Demokratesch Reformpartei        | –       | –       | –       | –       | –       | –       | –       | 1           | 1       |
| Niederlande            | ChristenUnie                                | Ind/Dem | 1       | 1       | 1       | 1       | EVP     | EVP     | –           | –       |
| Niederlande            | Staatkundig Gereformeerde Partij            | Ind/Dem | EFD     | EFD     | 1       | 1       | 1       | 1       | 1           | 1       |
| Niederlande            | Forum voor Democratie                       | –       | –       | –       | –       | –       | 3       | –       | –           | –       |
| Niederlande            | JA21                                        | –       | –       | –       | –       | –       | –       | 3       | –           | –       |
| Niederlande            | Meer Directe Democratie                     | –       | –       | –       | –       | –       | –       | 1       | –           | –       |
| Polen                  | Prawo i Sprawiedliwość                      | UEN     | 15      | 9       | 18      | 15      | 25      | 24      | 18          | 18      |
| Polen                  | Prawica Rzeczypospolitej                    | –       | –       | –       | 1       | 1       | –       | –       | –           | –       |
| Polen                  | Parteilose                                  | –       | –       | 4       | –       | 3       | –       | –       | –           | –       |
| Polen                  | Solidarna Polska                            | –       | –       | EFD     | –       | –       | 1       | 2       | 2           | 2       |
| Polen                  | Partia Republikańska                        | –       | –       | –       | –       | –       | –       | 1       | –           | –       |
| Rumänien               | Partidul Național Țărănesc Creștin Democrat | –       | –       | –       | –       | –       | –       | 1       | –           | –       |
| Rumänien               | M10                                         | –       | –       | –       | –       | 1       | –       | –       | –           | –       |
| Rumänien               | Pro România                                 | –       | –       | –       | –       | 1       | S&D     | S&D     | –           | –       |
| Rumänien               | Alianța pentru Unirea Românilor             | –       | –       | –       | –       | –       | –       | –       | 5           | 5       |
| Rumänien               | Partidul Național Conservator Român         | –       | –       | –       | –       | –       | –       | –       | 1           | 1       |
| Schweden               | Schwedendemokraten                          | –       | –       | –       | EFDD    | 2       | 3       | 3       | 3           | 3       |
| Slowakei               | Sloboda a Solidarita                        | –       | –       | –       | –       | 1       | 2       | 1       | –           | –       |
| Slowakei               | NOVA                                        | –       | –       | –       | 1       | 1       | –       | –       | –           | –       |
| Slowakei               | Obyčajní ľudia a nezávislé osobnosti        | –       | –       | –       | 1       | 1       | EVP     | EVP     | –           | –       |
| Spanien                | Vox                                         | –       | –       | –       | –       | –       | 3       | 4       | PfE         | PfE     |
| Spanien                | Se Acabó La Fiesta                          | –       | –       | –       | –       | –       | –       | –       | –           | 2       |
| Tschechien             | Občanská demokratická strana                | EVP-ED  | 9       | 9       | 2       | 2       | 4       | 4       | 3           | 3       |
| Ungarn                 | Magyar Demokrata Fórum                      | EVP-ED  | 1       | 1       | –       | –       | –       | –       | –           | –       |
| Vereinigtes Königreich | Conservative Party                          | EVP-ED  | 25      | 25      | 19      | 18      | 4       | –       | –           | –       |
| Vereinigtes Königreich | Ulster Unionist Party                       | EVP-ED  | 1       | 1       | 1       | 1       | –       | –       | –           | –       |
| Zypern                 | Kinima Allilengyi                           | –       | –       | –       | –       | 1       | –       | –       | –           | –       |
| Zypern                 | Ethniko Laiko Metopo                        | –       | –       | –       | –       | –       | –       | –       | 1           | 1       |
| Summe                  | Summe                                       |         | 55      | 57      | 70      | 77      | 62      | 68      | 78          | 78      |

## Einordnung
Der Politikwissenschaftler Dieter Plehwe (2014) ordnet das Wirken und die Zielsetzung der Fraktion nicht als „Fundamentalopposition gegen Europa“, sondern als eine „Bündnispolitik mit den Mainstreamparteien“, also den bürgerlichen Parteien, ein. In anderen Politikbereichen ist eine Kooperation bis ins „sozialdemokratische Lager“ möglich. Ziel sei, bei Abstimmungen im Europaparlament auch „alternative Mehrheiten“ statt eine „im Kern pro-europäische Integrationspolitik“ zu erreichen. Dies wertet er als „partielle Desintegration“.
Nach dem Handbuch zum Europäischen Parlament von Doris Dialer, Andreas Maurer und Margarethe Richter war die Fraktion in der 7. Wahlperiode (2009–2014) eher „moderat euroskeptisch und nationalkonservativ“, also im konservativen Spektrum zu verorten. Nach einer veränderten Zusammensetzung (ab 2014) mit auch rechtspopulistischen Parteien wie der Dänischen Volkspartei und Den Finnen sowie der AfD verkleinerte die Fraktion ihre Koalitionsoptionen in Richtung Mitte-Rechts.

## Mitglieder der Fraktion in der 10. Legislaturperiode
| Land         | Partei/Bündnis                                                          | Partei/Bündnis | MdEP   | MdEP |
| Land         | National                                                                | Europapartei   | Anzahl | Mitglieder |
| ------------ | ----------------------------------------------------------------------- | -------------- | ------ | --- |
| Belgien      | Nieuw-Vlaamse Alliantie (N-VA)                                          | EFA            | 3/22   | Kris Van Dijck, Assita Kanko, Johan Van Overtveldt |
| Bulgarien    | Ima takaw narod (ITN)                                                   | EKR            | 1/17   | Iwajlo Waltschew |
| Dänemark     | Danmarksdemokraterne                                                    | EKR (I)        | 1/15   | Kristoffer Storm |
| Estland      | Eesti Keskerakond                                                       | –              | 1/7    | Jaak Madison (gewählt für EKRE, verließ Partei vor Konstituierung des Parlaments) |
| Finnland     | Perussuomalaiset (PS, Wahre Finnen)                                     | –              | 1/15   | Sebastian Tynkkynen |
| Frankreich   | Identité-Libertés                                                       | EKR            | 4/81   | Nicolas Bay, Marion Maréchal, Guillaume Peltier, Laurence Trochu |
| Griechenland | Elliniki Lysi (EL)                                                      | –              | 2/21   | Galato Alexandraki |
| Griechenland | Elliniki Lysi (EL)                                                      | EKR (I)        | 2/21   | Emmanouil Fragkos |
| Italien      | Fratelli d’Italia (FdI)                                                 | EKR            | 24/76  | Sergio Berlato, Stefano Cavedagna, Carlo Ciccioli, Alessandro Ciriani, Giovanni Crosetto, Elena Donazzan, Carlo Fidanza, Pietro Fiocchi, Alberico Gambino, Chiara Maria Gemma, Paolo Inselvini, Lara Magoni, Mario Mantovani, Giuseppe Milazzo, Denis Nesci, Michele Picaro, Daniele Polato, Nicola Procaccini, Ruggero Razza, Antonella Sberna, Marco Squarta, Francesco Torselli, Francesco Ventola, Mariateresa Vivaldini |
| Kroatien     | Dom i Nacionalno Okupljanje                                             | EKR            | 1/12   | Stephen Bartulica |
| Lettland     | Nacionālā apvienība „Visu Latvijai!“ – „Tēvzemei un Brīvībai/LNNK“ (NA) | EKR            | 2/9    | Rihards Kols, Roberts Zīle |
| Lettland     | Apvienotais saraksts (AS)                                               | EKR (I)        | 1/9    | Reinis Pozņaks |
| Litauen      | Lietuvos lenkų rinkimų akcija (LLRA)                                    | EKR            | 1/11   | Waldemar Tomaszewski |
| Litauen      | Lietuvos valstiečių ir žaliųjų sąjunga (LVZS)                           | EKR            | 1/11   | Aurelijus Veryga |
| Luxemburg    | Alternativ Demokratesch Reformpartei (ADR)                              | EKR            | 1/6    | Fernand Kartheiser |
| Niederlande  | Staatkundig Gereformeerde Partij (SGP)                                  | ECPP           | 1/31   | Bert-Jan Ruissen |
| Polen        | Prawo i Sprawiedliwość (PiS)                                            | EKR            | 18/53  | Adam Bielan, Tobiasz Bocheński, Joachim Brudziński, Waldemar Buda, Michał Dworczyk, Małgorzata Gosiewska, Mariusz Kamiński, Marlena Maląg, Arkadiusz Mularczyk, Piotr Müller, Daniel Obajtek, Bogdan Rzońca, Beata Szydło, Dominik Tarczyński, Maciej Wąsik, Jadwiga Wiśniewska, Anna Zalewska, Kosma Złotowski |
| Polen        | Solidarna Polska (SP)                                                   | EKR (I)        | 2/53   | Patryk Jaki, Jacek Ozdoba |
| Rumänien     | Alianța pentru Unirea Românilor (AUR)                                   | EKR            | 5/33   | Adrian-George Axinia, Gheorghe Piperea, Șerban-Dimitrie Sturdza, Claudiu-Richard Târziu, Maria-Georgiana Teodorescu |
| Rumänien     | Partidul Național Conservator Român (PNCR)                              | ECPP           | 1/33   | Cristian-Vasile Terheş |
| Schweden     | Schwedendemokraten (SD)                                                 | EKR            | 3/21   | Dick Erixon, Beatrice Timgren, Charlie Weimers |
| Spanien      | Se Acabó La Fiesta (SALF)                                               | –              | 2/61   | Nora Junco García, Diego Solier (beide seit 18. Dezember 2024) |
| Tschechien   | Občanská demokratická strana (ODS)                                      | EKR            | 3/21   | Ondřej Krutílek, Alexandr Vondra, Veronika Vrecionová |
| Zypern       | Ethniko Laiko Metopo (ELAM)                                             | EKR            | 1/6    | Geadis Geadi |
| Summe        | Summe                                                                   | Summe          | 80/720 | |

Mitglieder der Partei Europäische Konservative und Reformer (70)
Mitglieder der Europäischen Freien Allianz (3)
Mitglieder der Europäischen Christlichen Politischen Bewegung (2)
Unabhängige Fraktionsmitglieder (5)

## Fraktionen in anderen Institutionen
Neben der Fraktion im Europäischen Parlament bestehen Fraktionen gleichen Namens im Ausschuss der Regionen der Europäischen Union und im Kongress der Gemeinden und Regionen des Europarates. In der Parlamentarischen Versammlung des Europarates besteht die Fraktion Europäische Konservative und Demokratische Allianz, denen neben den EKR-Mitgliedsparteien auch Mitgliedsparteien der rechtspopulistisch bis rechtsextremen Identität und Demokratie Partei angehören.